# Into the Sewers
Into the Sewers är Sparzanzas andra fullängdsalbum, släppt 2003 av Water Dragon Records. Det är producerat av Richard Löfgren och Sparzanza.

## Låtlista
1. "Children Shouldn't Play with Dead Things"
2. "Into the Sewers"
3. "Pay the Price"
4. "Euthanasia"
5. "Kindead"
6. "Kings of Kerosene"
7. "Little Red Riding Hood"
8. "Anyway"
9. "Son of a God"
10. "Sparzatan"

### Fotnoter
1. ↑  ”Into the Sewers”. Discogs.com. http://www.discogs.com/Sparzanza-Into-The-Sewers/release/2649880. Läst 15 september 2012.